# アレッサンドロ・ファルネーゼ (枢機卿)
アレッサンドロ・ファルネーゼ・イル・ジョヴァーネ（伊：Alessandro Farnese il Giovane, 1520年10月5日 - 1589年3月2日）は、イタリアの枢機卿および外交官。ローマ教皇パウルス3世（俗名アレッサンドロ・ファルネーゼ）の孫であり、初代パルマ公ピエール・ルイージ・ファルネーゼとジェローラマ・オルシーニ夫妻の長男。大枢機卿（Gran Cardinale）と呼ばれた。
ウルビーノ公グイドバルド2世・デッラ・ローヴェレの妻ヴィットーリア・ファルネーゼ、第2代パルマ公オッターヴィオ・ファルネーゼ、枢機卿ラヌッチョ・ファルネーゼ、カストロ公オラーツィオ・ファルネーゼの兄。また、同名の第3代パルマ公アレッサンドロ・ファルネーゼは甥に当たる。

## 生涯
1520年、ヴァレンターノで生まれた。ボローニャで学び、パルマの行政官となった。
1534年、この年教皇に選出された祖父のパウルス3世により、従兄のグイド・アスカニオ・スフォルツァと共に枢機卿に任命され、サンタンジェロの助祭枢機卿など数々の称号を賜り、翌1535年には教皇領副長官にも任命、約30の司教区管理も任され、多くの聖職禄と館を得て財力と権勢を誇った（ネポティズム）。
長子でありながら聖職についた理由は、選出された直後の教皇は慣行として甥（孫）2人を枢機卿に任命出来るが、アレッサンドロの長弟オッターヴィオは幼く、他に適任者がいないためだった。しかしアレッサンドロはこの処置に納得いかず、聖職者になったため父からの相続権が自分から弟に移ったことに反感を抱き、それを危惧した祖父から教皇の地位を餌にされ、世俗的野心を遠ざけられたが、祖父が新たに次弟ラヌッチョを枢機卿に任命したことにも反発するなど、とかく弟達への嫉妬を露にしては祖父から諭されている。1536年にシチリアで司教となると、当地に大学を創設した。
教皇特使として、1539年から1541年まで神聖ローマ皇帝カール5世とフランス王フランソワ1世の絶え間ない争いの仲裁に当たった。トリエント公会議開催の準備を進める一方、カール5世がシュマルカルデン同盟との戦いに教皇へ援助を願い出たため、アレッサンドロは1545年に教皇が皇帝へ送る軍資金のヴォルムスへの送り届けを担い、1546年には帝国軍に同行した。
1566年の教皇選挙でカルロ・ボッロメーオ枢機卿と共に教皇ピウス5世を支持して選出、1585年までの7回の教皇選挙は全て落選したが、イエズス会を擁護してジェズ教会の建設援助およびローマのファルネーゼ宮殿の改築、カプラローラのファルネーゼ宮殿の建設や教会の補修を行った。このうちジェズ教会とカプラローラのファルネーゼ宮殿は建築家ジャコモ・バロッツィ・ダ・ヴィニョーラに任せ、芸術の庇護や慈善事業にも財力を注いだ。1589年、ローマで死去。68歳だった。

## 芸術家のパトロンとして
1542年頃からティツィアーノ・ヴェチェッリオに接触して1545年から1546年まで短期間ローマに滞在させ、1546年に祖父とアレッサンドロ、弟オッターヴィオを描かせた『教皇パウルス3世とその孫たち』が制作された。しかしティツィアーノをヴェネツィアからローマへ招聘するために報酬の約束先延ばし策を使い、ティツィアーノが息子ポンポーニオへ与えるための聖職禄を望んでいることにつけこみ、修道院領提供を約束してティツィアーノに期待させ履行を先延ばし、結果としてティツィアーノを騙した形で肖像画を受け取った。1546年6月に聖職禄を諦めたティツィアーノはローマを去り、以後2度とローマを再訪することは無かった。
ヴィニョーラとは彼がボローニャでサン・ペトロニオ聖堂建設工事に従事していた時期（1543年 - 1550年）から目を付け、1559年からカプラローラのファルネーゼ宮殿の建設を任せた。同時期にカプラローラの再開発にも取り掛かり、町のメインストリートの突き当りに宮殿を配置、宮殿から町を見渡せる都市計画も進めた。1568年からはジェズ教会設計もヴィニョーラに任せ、彼が亡くなる1573年まで庇護し続け、ヴィニョーラも1562年出版の著書『建築の五つのオーダー』の献辞をアレッサンドロへ送っている。ただし、ヴィニョーラの死後アレッサンドロはジェズ教会を別の建築家ジャコモ・デッラ・ポルタに設計させ、ヴィニョーラの設計案を変更している（理由は不明）。
建築・工芸に強い関心を寄せる一方で絵画に無関心だとされ、エル・グレコには美術顧問ジュリオ・クローヴィオの仲介で1570年から宮殿の寄寓を許したほかは1572年に解雇した以外に詳しいことは分かっていない。解雇理由も不明で1572年7月にエル・グレコはアレッサンドロへ送った手紙で解雇理由に心当たりが無いことと撤回を訴えているが、受け入れられなかったため9月にローマ画家組合に入会してアレッサンドロから離れていった。一方、1574年に彫刻家グリエルモ・デッラ・ポルタに祖父の墓廟を制作させたが、『正義』と題した女性の裸体彫像が検閲に引っ掛かることを恐れ、一時彫像を衣で覆うかどうかポルタと検討したが、教皇グレゴリウス13世に墓廟を気に入られたため杞憂に終わったというエピソードも残っている。

## 子女
一人娘で庶子のクレーリア・ファルネーゼ（1556年 - 1613年）の名前が伝えられており、「天使のように清らかな」といわれた彼女は、ローマの名家出身のジョヴァン・ジョルジオ・チェザリーニ（1549年 - 1585年）へ嫁ぎ孫ジュリアーノ・チェザリーニ（1572年 - 1613年）を産んだ。次いでマルコ3世・ピオ・ディ・サヴォイア（1568年 - 1599年）へ嫁いだ。